# Louis Virgil Hamman

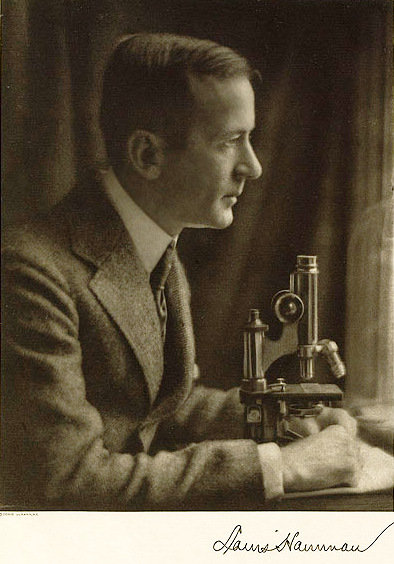
Louis Virgil Hamman (1920)

Louis Virgil Hamman (* 21. Dezember 1877; † 28. April 1946) war ein US-amerikanischer Internist und neben Arnold Rice Rich einer der Namensgeber des Hamman-Rich-Syndroms (heutige Bezeichnung Akute interstitielle Pneumonie). Außerdem wurde nach ihm das im Rahmen eines spontanen Mediastinalemphysems auftretende Hamman-Zeichen benannt.